# (2607) Yakutia
(2607) Yakutia est un astéroïde de la ceinture principale.

## Description
(2607) Yakutia est un astéroïde de la ceinture principale. Il est découvert le 14 juillet 1977 à Naoutchnyï par Nikolaï Tchernykh. Il présente une orbite caractérisée par un demi-grand axe de 2,38 UA, une excentricité de 0,23 et une inclinaison de 2,1° par rapport à l'écliptique.

## Compléments